# Dux (Regne de Toledo)
En l'administració del regne visigot de Toledo, el dux era el governador de cada província del regne.
De les funcions dels governadors provincials gots (anomenats dux, en plural duces, és a dir dux provinciae o duces provinciarum) es tenen escasses dades. Les províncies van ser anomenades sovint ducatus. Tenien autoritat sobre tota una província i sobre els comtes (comites) de les ciutats. S'ignora si tenien funcions judicials, si bé se sap que en alguns casos, que per la personalitat dels personatges jutjats se sotmetia l'assumpte al rei, aquest podia delegar en el dux o en el comte.
Sembla que la seva principal funció era militar i tenien el comandament d'un exèrcit que constituïa el més gran contingent de tropes de la província (els comtes disposaven també de contingents locals). El nombre de soldats del dux, en temps de pau, s'estima en uns tres-cents (estimació basada en algunes indicacions que semblen assenyalar que l'exèrcit del dux era reduït), mentre que els contingents dels comtes eren probablement d'un centenar.
Encara que els ciutadans romans estaven exclosos d'algunes funcions (per exemple, no podien ser comtes d'una ciutat), se sospita que sí que podien ser dux provincial, coneixent-se el nom romà d'un dux (concretament de Claudi o Claudius, dux de Lusitània, que encara que tenia un nom clarament romà, no existeix l'evidència que no fos un got que hagués adoptat un nom romà, segurament al convertir-se al catolicisme).
El fet que el càrrec pogués ser ostentat per romans (segurament no era així al principi) i que el dux tingués el comandament de tropes, confirmaria que no existia cap temor a l'hostilitat de la població romana. Sembla probable que els romans no poguessin ostentar el càrrec de comte a causa del seu presumpte desconeixement de les lleis i costums godes, que per les seves funcions judicials calia conèixer.